# Eviphididae
Eviphididae es una familia de ácaros perteneciente al orden Mesostigmata.

## Géneros
- Alliphis Halbert, 1923
- Canestriniphis D.A. Potter & Johnston, 1976
- Copriphis Berlese, 1910
- Crassicheles Karg, 1963
- Cryptoseius Makarova, 1998
- Evimirus Karg, 1963
- Eviphis Berlese, 1903
- Pelethiphis Berlese, 1911
- Rafaphis Skorupski & Blaszak, 1997
- Scamaphis Karg, 1976
- Scarabacariphis P. Masan, 1994
- Scarabaspis Womersley, 1956
- Thinoseius Halbert, 1920